# Václav Žůrek
Václav Žůrek (* 11. května 1981, Ostrava) je český historik.
V letech 1997 až 2001 studoval na Gymnáziu s rozšířenou výukou cizích jazyků v Ostravě-Porubě. Na Filozofické fakultě Univerzity Karlovy v Praze v roce 2007 absolvoval magisterské studium historie s diplomovou prací Korunovační řád Karla IV. jako ritualizovaný panovnický program a v letech 2007 až 2014 úspěšně dokončil doktorské studium na FF UK a École des Hautes Études en Sciences Sociales v Paříži, v jehož rámci obhájil disertační práci Instrumentalisation des motifs historiques dans la légitimation monarchique (Comparaison entre le royaume de France et le royaume de Bohême).
Od roku 2008 pracuje v Centru medievistických studií Filosofického ústavu Akademie věd ČR, kde zastává též pozici tajemníka a redaktora časopisu Studia Mediaevalia Bohemica. S Českou televizí spolupracoval na přípravě dokumentu Sedm pečetí Karla IV. Je také členem česko-německé platformy GWZO Prague, která je společnou iniciativou lipského Leibnizova institutu pro dějiny a kulturu východní Evropy (GWZO) a Filosofického ústavu AV ČR.
Odborně se zaměřuje na kulturní dějiny středověké Evropy, panovnické rituály, Čechy a Francii ve 14. století a na raný středověk v pozdější středověké tradici.